# Mariä Himmelfahrt (Lohkirchen)

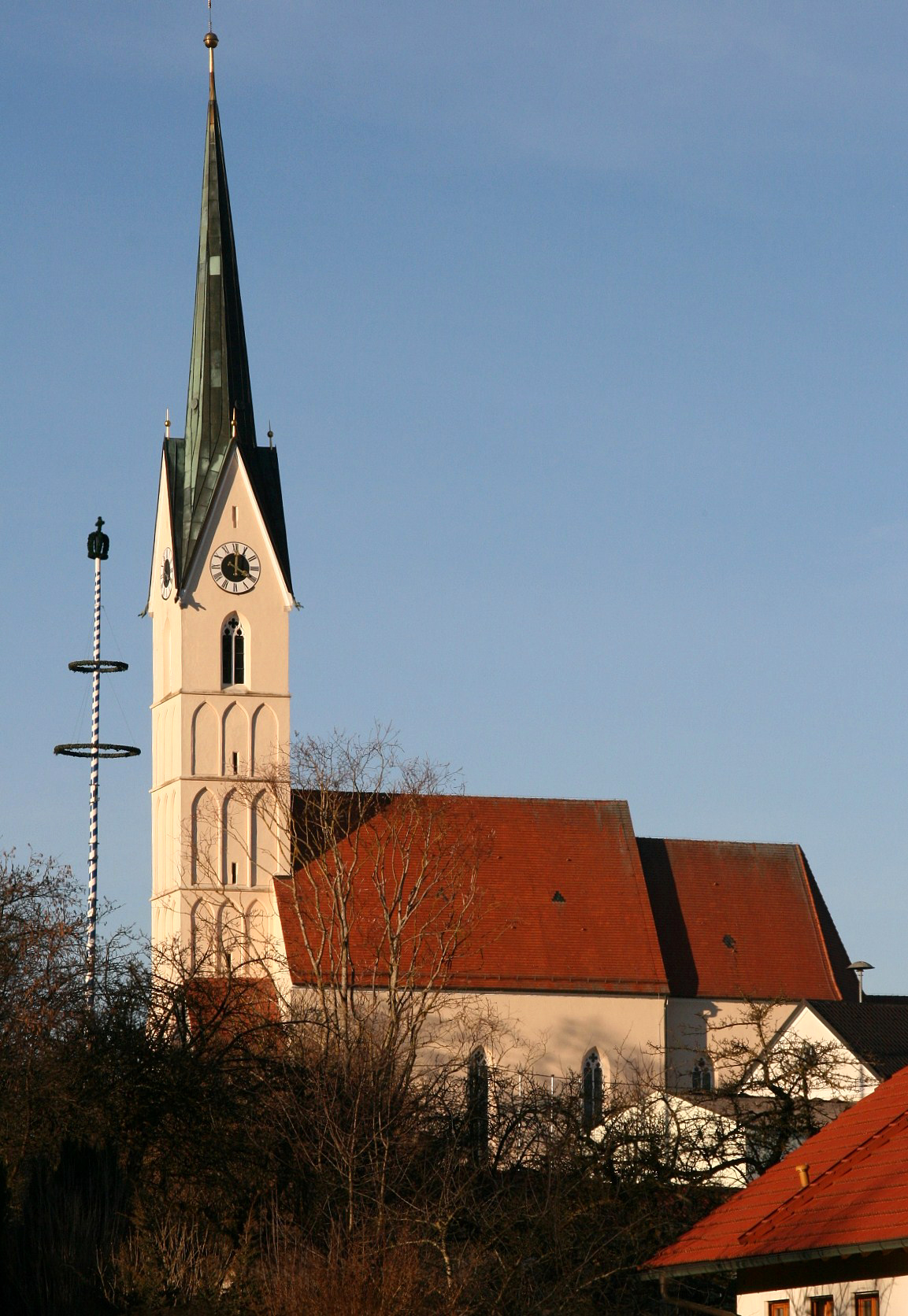
Mariä Himmelfahrt in Lohkirchen

Die römisch-katholische Pfarrkirche Mariä Himmelfahrt steht in der Gemeinde Lohkirchen im oberbayerischen Landkreis Mühldorf am Inn. Das Bauwerk ist in der Liste der Baudenkmäler in Lohkirchen unter der Nr. D-1-83-125-1 eingetragen. Das Patrozinium der Kirche wird am 15. August (Mariä Himmelfahrt) gefeiert. Die Kirche gehört zum Dekanat Mühldorf im Erzbistum München und Freising.

## Beschreibung
Die um 1491 gebaute Saalkirche wurde im 18. Jahrhundert u. a. durch Dominik Gläsl barockisiert und 1867/68 neugotisch umgestaltet. Sie besteht aus dem Langhaus zu drei Jochen, dem eingezogenen, dreiseitig geschlossenen Chor zu zwei Jochen im Osten, der Sakristei an der Stirnwand des Chors und dem Kirchturm im Westen, dessen untere Geschosse durch Blenden gegliedert sind. Das oberste Geschoss des Turms enthält den Glockenstuhl mit vier Kirchenglocken. Über seinen Giebeln mit den Zifferblättern der Turmuhr erhebt sich ein spitzer Helm. Ein Vorbau in der Südwestecke von Kirchturm und Langhaus führt zum Portal. 
Der Innenraum ist durch ein Netzgewölbe überspannt. Die Kirchenausstattung ist einheitlich neugotisch. Die Altäre und die Kanzel wurden 1869 gebaut.